# Strangelove
Strangelove är en låt av den brittiska gruppen Depeche Mode. Det är gruppens artonde singel och den första från albumet Music for the Masses. Singeln släpptes den 13 april 1987 och nådde som bäst 16:e plats på den brittiska singellistan.
Danska gruppen Infernal gjorde en sampling av låten 2007 och fick en hit med I Won't Be Crying.

## B-sidans låtar
"Pimpf" är en mörk instrumental låt, uppkallad efter Der Pimpf, som var Deutsches Jungvolks tidning för pojkar. (Pimpf var även den lägsta tjänstegraden inom Deutsches Jungvolk.) Det finns även en remix av "Pimpf", kallad "Fpmip".
Den andra instrumentala låten är "Agent Orange", uppkallad efter den herbicid som användes under Vietnamkriget. Låten finns även i en tämligen sällsynt remix, kallad "Rough Mix".

## Musikvideo
Musikvideon till låten "Strangelove" regisserades av Anton Corbijn. Bandet befinner sig bland annat i Paris. Corbijn regisserade även videon till "Pimpf".

## Utgåvor och låtförteckning
Samtliga sånger är komponerade av Martin Gore.

### 7": Mute / Bong13 (UK) & 7": Sire / 7-28366 (US)
1. "Strangelove" – 3:45
2. "Pimpf" – 4:33

### 12": Mute / 12Bong13 (UK)
1. "Strangelove (Maxi Mix)" – 6:32
2. "Strangelove (Midi Mix)" – 1:38
3. "Fpmip" – 5:21

### 12": Mute / L12Bong13 (UK)
1. "Strangelove (Blind Mix)" – 6:31
2. "Pimpf" – 4:33
3. "Strangelove (Pain Mix)" – 7:19 (remixed by Phil Harding)
4. "Agent Orange" – 5:05

### 12": Mute / DanceBong13 (UK)
1. "Strangelove (Blind Mix)" – 6:31
2. "Strangelove (The Fresh Ground Mix)" – 8:14 (remixed by Phil Harding)

### CD: Mute / CDBong13 (UK)
1. "Strangelove (Maxi Mix)" – 6:32
2. "Pimpf" – 4:33
3. "Strangelove (Midi Mix)" – 1:38
4. "Agent Orange" – 5:05
5. "Strangelove" – 3:45

### CD: Mute / CDBong13 (UK) (1992)
1. "Strangelove" – 3:45
2. "Pimpf" – 4:33
3. "Strangelove (Maxi Mix)" – 6:32
4. "Agent Orange" – 5:05
5. "Strangelove (Blind Mix)" – 6:31
6. "Fpmip" – 5:21
7. "Strangelove (Pain Mix)" – 7:19
8. "Strangelove (Midi Mix)" – 1:38

### 12" Sire / 0-20696 (US)
1. "Strangelove (Maxi Mix)" – 6:32
2. "Strangelove (Midi Mix)" – 1:38
3. "Strangelove (Blind Mix Edit)" – 6:10
4. "Fpmip" – 5:21

### 12" Sire / 0-20769 (US)
1. "Strangelove" (Pain Mix) – 7:19
2. "Strangelove" (Pain Mix 7" Edit) – 3:29
3. "Agent Orange" – 5:05

### 3"CD Sire/Reprise / 2-27777 (US)
1. "Strangelove (Remix Edit)" – 3:52 (remixed by Tim Simenon & Mark Saunders)
2. "Nothing (Remix Edit)" – 3:58 (remixed by Justin Strauss)

### 7" Sire / 7-27777 (US)
1. "Strangelove" (Album Version 7" Edit) – 3:44
2. "Nothing" (Remix Edit) – 3:58

- Även utgiven på kassett (Sire / 27991-4).

### 12" Sire / 0-21022 (US)
1. "Strangelove (Highjack Mix)" – 6:30 (remixed by Tim Simenon & Mark Saunders)
2. "Strangelove (Remix Edit)" – 3:46
3. "Nothing (Zip Hop Mix)" – 7:06 (remixed by Justin Strauss)
4. "Nothing (Dub Mix)" – 6:40 (remixed by Justin Strauss)

### CD Sire / PRO-CD-3213 (US)
1. "Strangelove" (Remix Edit) – 3:46
2. "Strangelove" (Album Version 7" Edit) – 3:44
3. "Strangelove" (Blind Mix 7" Edit) – 3:57
4. "Strangelove" (Highjack Mix) – 6:30